# Wostrau (rejon homelski)
Wostrau (biał. Востраў; ros. Остров, Ostrow) – osiedle na Białorusi, w obwodzie homelskim, w rejonie homelskim, w sielsowiecie Pakalubiczy.